# Георги Енчев (плувец)
Георги Енчев Стоянов е изявен български плувец и треньор по плуване, участвал в Олимпийските игри в Москва през 1980 г.
Енчев започва плувната си кариера в родния си град Силистра, но по-късно се премества в София, където завършва Националната спортна академия през 1968 г. и постъпва на работа като треньор в „Славия“. Обявен е за треньор № 1 на дружеството през 1974 г.
От 1975 до 1983 г. е треньор в ЦСУ ”Олимпийски надежди” в София. В интерната през ръцете му минават някои от най-изявените плувни таланти на България, сред които Пламен Дончев (бащата на Михаил Александров), Емил Кюлев, Георги Аврамчев (председател на БФПС), Емил Димитров (Камилата), Златко Самарджиев (Салама), Димитър Бобев (Бобчо), Петрослав Тонев (Педро), Телман Сариев (Кмета), Стойчо Димитров, Бранимир Попов (Малката Замора), Иван Цанов, Михаил Атанасов (бат Миш), Елена Страшимирова (Ели) и Румяна Кондова (най-младата майсторка на спорта в историята на българското плуване).
Обявен е за треньор на годината от БФПС през 1980 г. От 1983 до 1989 г. е методист в „Левски-Спартак“. От 1990 г. е треньор в „Левски“ до пенсионирането си през 2008 г. Към декември 2024 г. е треньор в плувен комплекс „Спартак“ в София.